# AM General
A AM General é uma companhia estadunidense de veículos militares e diferenciados (como os SUVs). 
Possui escritório em South Bend, e fábrica em Mishawaka (Indiana), nos Estados Unidos. Entre seus modelos mais famosos, estão o HMMWV (lê-se Humvee), Hummer H1 e Hummer H2.
Atualmente a General Motors Corporation (GM) possui os direitos de comercialização da marca Hummer.